# 니콜라 (기업)
니콜라 코퍼레이션(영어: Nikola Corporation)은 미국의 수소차 회사이다.

## 역사
니콜라 테슬라의 이름을 따서 회사명을 만들었다. 2020년 9월 현재 시총 기준 세계 최대 자동차 기업인 테슬라도 역시 니콜라 테슬라의 이름을 딴 것이다. 니콜라는 '제2의 테슬라'로 주목 받는 미국의 전기수소트럭 스타트업이다.
2015년 트레버 밀턴(34)이 설립한 니콜라는 수소트럭 분야의 테슬라로 통한다. 수소 1회 충전으로 1200마일(약 1920km)을 갈 수 있는 수소 트럭(FCEV)과 유럽을 겨냥한 전기 배터리 트럭(BEV) 등을 개발하고 있다.
2018년, 니콜라는 최근 본사를 유타주 솔트레이크시티에서 애리조나주 피닉스로 옮기고 있다. 애리조나주에 100만평방피트의 공장을 지을 계획이다.
2020년 6월 9일, 전기트럭, 픽업트럭, 승용차를 만드는 업체이지만 아직 단 한 대도 팔아 본 적이 없는 미국 전기트럭 업체 니콜라가 포드의 시가총액을 앞질렀다. 이날 주가가 장중 13% 넘게 폭등했고, 시가총액이 '빅3' 가운데 하나인 포드자동차를 앞질렀다. 장중 니콜라의 시총은 300억달러를 웃돈 반면 포드 시총은 288억달러에 그쳤다.
니콜라는 올해 2분기에만 72대의 신형 트럭을 주문했고, 2024년 상반기까지 총 112대의 수소전기트럭을 판매했다.

## 제품
니콜라가 자사의 주요 차량인 '뱃저'의 예약 판매 계획을 발표하면서 주가가 2배로 치솟았다. 니콜라는 2020년 6월 29일부터 전기 픽업트럭 뱃저 사전예약을 받고 있다. 오는 12월 픽업트럭인 뱃저 양산모델을 공개할 계획이며 루시드는 2021년 봄부터 루시드 에어 판매를 개시한다. 테슬라의 주문 방식과 동일한 사전 계약을 통해 개발 자금 일부를 확보한 니콜라는 2022년 하반기부터 뱃저의 생산을 시작할 예정이다.

## 논란
니콜라도 테슬라처럼 회사설립 초기에 사업계획만 발표해 투자자만 유치하고, 아직 수소차를 한대도 생산한 적이 없다. 이에 대해 사기가 아니냐는 증권 전문가들의 비판이 많다.
아직 수소 트럭 한 대도 팔지 못한 니콜라에 GM이 기술만 믿고 20억 달러를 투자하겠다고 나섰다. 2020년 9월 8일, 니콜라는 GM과 지분 11% 양도를 포함한 전략적 제휴를 맺으면서 주가가 하루 40%가량 뛰었다. GM은 니콜라 지분 11%를 20억달러에 취득하고, 2022년 말까지 니콜라의 픽업트럭인 '뱃저'를 생산하기로 전략적 제휴를 체결했다. 미국에서는 픽업트럭이 엄청나게 많이 팔린다.
하지만, 이틀 후 공매도 회사로 알려진 힌덴버그 리서치가 "니콜라의 기술은 사기"라고 주장하는 A4용지 6장 분량인 장문의 보고서를 공개하면서, 니콜라는 이른바 '사기' 논란에 휩싸였다. 힌덴버그 리서치 측은 "밀턴 회장의 사임은 그저 시작에 불과하다"며 자신들이 제기한 주장은 사실일 거란 뜻을 내비쳤다. 힌덴버그 리서치(Hindenburg Research)는 투자자문사가 아닌, 미국의 '공매도 행동주의'(Activist short selling)로 불리는 소규모 헤지펀드로 알려져 있다.
2020년 9월 20일, '사기 논란'에 휩싸였던 미국 수소전기차 스타트업 니콜라모터스의 창업자 겸 회장인 트레버 밀턴(39)이 회사의 경영에서 물러났다. 회장직과 등기이사직을 모두 사임했다. 밀턴은 니콜라의 지분 약 20%를 소유한 최대주주다. 그러나 사기 혐의는 인정하지 않았다.
밀턴 회장의 후임은 현 니콜라 이사회 멤버인 스티븐 거스키 전 GM 부회장이 맡기로 했다. 거스키는 자동차 업계에 널리 알려진 거물이다.
사기라면, 세계 1위 시총인 전기차 회사 테슬라를 제외하고, 기존 자동차 회사 중에서는 미국 최대 기업인 GM이 타격을 받을 수 있다. 그러나, 만약 사기가 아니라면, GM이 창업자 트레버 밀턴으로부터 니콜라를 빼앗은 격이 된다.
9월 21일, GM과 보슈는 니콜라에 대한 변함없는 신뢰를 확인했다. 매리 바라 GM 최고경영자(CEO)는 GM이 충분한 실사를 했다면서 니콜라 기술이 사기라는 주장을 일축했다. 보슈의 경우에도 '기술자 군단(army)'을 보내 니콜라의 기술에 관해 충분한 검토를 거친 뒤에야 투자를 결정했다.

### 전망
니콜라 테슬라의 이름을 딴 테슬라도 사기꾼 논란에 휩싸였는데, 똑같은 사업모델, 즉, 청사진만 제시했지 실제 제품은 전혀 없는 상태로 나스닥에 상장한 방식의 니콜라도 테슬라 초기처럼 사기꾼 논란에 휩싸였다. 테슬라와 달리, 니콜라의 경우는 GM의 의지가 매우 중요하다.
픽업트럭은 미국에서만 엄청나게 팔리는 차종으로, 미국이 한미 FTA를 하면서도 픽업트럭 수입은 전면금지한, 미국 서민들이 매우 좋아하는 차종이다. 앞에 2인 또는 4인이 탑승하고, 뒤에는 커다란 적재물을 싣는, 미국 농촌에 가면 흔하게 보는 차종이다. 한국 육군에서는 "닷지"라고 불린다. 짚차, 닷지, 두돈반. 5톤. 이렇게 4종류가 있다. 이 닷지는, 한국에서는 거의 안 타는 차종인데, 미국에서는 엄청나게 많이 팔린다.
GM은 포드와 경쟁하면서 픽업트럭으로 엄청나게 돈을 버는 기업이다. 따라서 니콜라가 제시한 수소전기 픽업트럭 뱃지를 GM이 2022년부터 생산하기로 한 것이 취소되지 않는다면, 사기의혹은 테슬라처럼 점차 가라앉을 가능성이 크다.
힌덴버그는 기업의 청사진의 모순, 문제점을 부각시켜 주가를 폭락시키면서 돈을 버는 공매도 관련회사라서, 매우 심각한 모순이 있고 청사진은 사기라는 주장이지만, 언덕에서 굴렸던 안 굴렸던, GM은 충분히 기술심사를 해서 거액을 투자했다는 입장이다.
그리고 수소전기차는, 테슬라의 완전한 전기차 보다도, 기술이 그렇게 새롭거나 복잡하지 않다고 알려져 있다. 2020년 현대차는 세계 최초로 수소전기트럭 현대 엑시언트 양산에 성공해 이미 스위스에 수출을 성사하기도 했다.

## 대한민국
한화에너지와 한화종합화학이 니콜라에 투자한 것은 2018년 11월이다. 니콜라 지분 취득을 위해 두 회사는 현지법인 그린니콜라홀딩스(Green Nikola Holdings, LLC)를 설립하고 각각 5000만달러(600억원)씩 총 1억달러(1200억원)를 투자했다. 현재 그린니콜라홀딩스는 합병 후 상장한 니콜라 주식 2130만주(지분율 6.1%)를 보유하고 있다. 니콜라는 김동관 한화솔루션 부사장이 발굴한 투자 기업이다.
2020년 6월 9일, 한화에너지와 한화종합화학은 2018년 니콜라에 5000만달러씩 1억달러를 투자했다. 양사가 보유한 니콜라의 지분은 6.13%다. 니콜라 주가가 하루 만에 100% 이상 폭등하면서 한화그룹이 보유한 니콜라의 지분 가치도 2조원으로 전날보다 1조원 급증했다. 2018년 1197억원의 초기 투자액이 2년도 안 돼 2조원으로 20배 가까이 불어난 셈이다.
2018년 총 1억달러(약 1200억원)를 투자할 당시 김승연 한화그룹 회장의 장남인 김동관 한화솔루션 부사장이 관여했다는 소식이 알려지면서 국내에서도 유명해졌다.

## 관련보도
한화그룹이 투자한 미국의 수소 트럭 업체 니콜라의 사기 의혹이 현재진행형인 가운데, 이번엔 SK텔레콤이 투자한 이스라엘 디지털 X선 기술 업체 나녹X이미징(나녹스)에 대한 기술 사기 의혹이 나왔다.
2020년 9월 22일, 미국의 대표적인 공매도 투자세력인 머디워터스는 트위터를 통해 나녹스에 대한 네 문단짜리 짧은 성명을 발표하며 "우리는 NNOX(나녹스 나스닥 종목코드)가 주식 외에는 팔 것이 없다는 결론을 내렸다"며 "나녹스는 니콜라처럼 데모 영상을 조작했다"고 주장했다.

## 같이 보기
- 현대 엑시언트
- 리비안